# غمديات
الغمديات هي طويئفة من رأسيات الأرجل تحتوي بالكامل مخلوقات ذات أجسام رخوة جوهرياً. على عكس مجموعتها الأخت النوتويديات (والتي تملك الرخويات ضمنها أصدافاً خارجية صلبة للحماية) فإن الغمديات تملك على الأغلب عظمة داخلية أو صدفة تستخدم للطفو أو الغطس. بعض أنواع هذه الحيوانات فقدت عظامها تماماً، في حين أن أخرى استبدلتها بالغضاريف.
التقسيمات الرئيسية للغمديات مبنية على عدد الأذرع أو المجسات وبُنيتهم. من المحتمل أن المجموعة المنقرضة من الغمديات وأكثرها بدائية - السهميات - كانت عشرة أذرع متساوية الأحجام، مُقسمة إلى خمسة أزواج ظهرية وبطنية ترقم بالأعداد: 1 - 2 - 3 - 4 - 5. لكن جميع الأنواع الأحدث إما أن تكون قليلة الأذرع أو فقدت أذرعها بالكامل. تملك فوق رتبة عشريات الأقدام خمسة أزواج من الأذرع تحولت إلى مجسات طويلة مع ماصّات تكون عموماً موجودة فقط على نهاية المجس البعيدة ذات شكل-الهراوة. تملك فوق رتبة الأخطبوطيات تغيرات في زوج الأذرع رقم 2، فقد نقص حجمه بشكل ملحوظ وأصبح يُستخدم كعضو حسي فقط عند بعض الرتب، في حين أن أنواع رتبة الأخطبوطات فقدت تماماً زوج الأذرع هذا.

## التاريخ التطوري
أقدم الغمديات الواضحة تعود إلى 330 مليون سنة خلال الفترة المسببية، والتي تشكل تقسيماً فرعياً للعصر الفحمي. وقد وُصفت بعض الأحافير الأقدم التي تعود إلى الديفوني، لكن علماء الآثار يَختلفون حول إذا ما كانت هذه أحافير غمديات فعلاً أم مخلوقات مشابهة لها.
بحلول العصر الفحمي، كانت الغمديات تملك بالفعل تنوعاً في أشكالها. وبالرغم من أن هذه المجموعات تصنف تقليدياً كسهميات، إلا أن الاختلافات بينها تشير إلى أن بعضها ليست ذات قرابة قوية بالسهميات.

## التصنيف
- فوق رتبة السهميات (منقرضة).
- فوق رتبة عشريات الأقدام:
  - رتبة الحبارات القرنية.
  - رتبة السبيداج.
  - رتبة حباريات قصيرات الذيول.
  - رتبة الحباريات.
- فوق رتبة الأخطبوطيات:
  - رتبة الحباريات ماصة الدماء.
  - رتبة الأخطبوطات.[6]